# 新御茶ノ水駅
新御茶ノ水駅（しんおちゃのみずえき）は、東京都千代田区神田駿河台三丁目にある、東京地下鉄（東京メトロ）千代田線の駅である。駅番号はC 12。

## 概要

### 連絡運輸駅
以下の路線とは連絡運輸がなされており、乗り換えが可能である。
- 東京地下鉄（東京メトロ）丸ノ内線 - 淡路町駅
- 東京都交通局（都営地下鉄）新宿線 - 小川町駅
- 東日本旅客鉄道（JR東日本）中央本線・総武本線（中央線快速・各駅停車・総武線各駅停車） - 御茶ノ水駅

丸ノ内線の淡路町駅まではホームの大手町側出口から小川町駅まで歩き、さらに同駅を通り越して行く必要がある。特にA線（東京・新宿・荻窪方面）はB線（池袋方面）改札口からさらにホーム下の連絡通路を経由する必要がある。なお、改札内でも双方のホーム間の連絡通路が大手町寄りに設置されているため、B線ホーム側改札から入ってA線ホームに回ることもできる。基本的には南隣の大手町駅での乗り換えの方が至便である。
なお、千代田線綾瀬方面から丸ノ内線池袋方面への乗り換えに関しては、徒歩時間は長くなるが、時間的には大手町乗り換えの場合とあまり変わらない。しかし、普通乗車券の場合、最短経路で計算されるため、当駅・淡路町駅接続で計算される。

### 過去の連絡運輸駅
- 東京地下鉄（東京メトロ）丸ノ内線 - 御茶ノ水駅

聖橋方面改札（湯島側）出口より丸ノ内線御茶ノ水駅まで歩いての乗り換えも可能である。ただし正式な乗換駅ではないため乗車券は分割され新たに初乗り運賃がかかるので注意が必要である。
2015年までは駅や車内の乗り換え案内放送で「淡路町接続丸ノ内線はのりかえ」という他の駅にはない独特の言い回しを使い、千代田線で運用されている車両の車内自動放送・LED式車内案内表示器・LCD式車内案内表示器の場合、通常は自社の乗り換え路線を最初に案内するのにもかかわらず、当駅ではこれを最後に案内していた。現在は千代田線の車内自動放送や16000系のLCD式車内案内表示器などでは丸ノ内線、都営新宿線、JR線の順に案内され、丸ノ内線への乗り換え案内放送では「淡路町接続」が省略されている。

## 歴史
- 1962年（昭和37年）：都市交通審議会答申第6号において、東京8号線が規定される。
- 1964年（昭和39年）12月6日：建設省（現・国土交通省）告示3379号で、第6号答申の東京8号線は東京9号線として確定し、お茶の水駅（仮称）の設置が正式に決定。
- 1969年（昭和44年）12月20日：帝都高速度交通営団（営団地下鉄）千代田線北千住 - 大手町間の開通により、新御茶ノ水駅として開業。
- 2004年（平成16年）4月1日：帝都高速度交通営団（営団地下鉄）民営化に伴い、当駅は東京地下鉄（東京メトロ）に継承される[5]。
- 2007年（平成19年）3月18日：ICカード「PASMO」の利用が可能となる[6]。
- 2013年（平成25年）：聖橋方面改札と地上を結ぶエレベーターが完成。
- 2014年（平成26年）8月1日：聖橋方面改札とホームを結ぶエレベーターが完成する。これにて当駅のバリアフリールートがワンルート完成。
- 2018年（平成30年）10月27日：発車メロディを導入。
- 2019年（令和元年）7月6日：ホームドアの使用を開始。
- 2022年（令和4年）1月21日：定期券売り場が営業を終了[7]。

## 駅構造
島式ホーム1面2線を有する地下駅である。坂道の途中に位置しているため、南北で駅の海抜が異なり（綾瀬寄りは18.4 m・代々木上原寄りは4.8 m）、綾瀬寄り（JR御茶ノ水駅方面）には長いエスカレーターが設置されているのに対し、代々木上原寄りのエスカレーターや階段は短い。両側とも車椅子専用段差解消機が設置されている。特に綾瀬寄りの長いエスカレーター4基（日立製作所製、1997年に更新）は階高20.415 m、長さは41 mあり、当時は東洋一と言われた。駅中心部における地表からレール面までの深さは24.3 mで、千代田線では国会議事堂前駅（37.9 m）に続いて、2番目に深い駅である。
また、代々木上原寄りの改札外コンコースには地上部と連絡するエレベーターがある。かつてこの場所にあったトイレを西側に移設し、その跡地に設置されたものである。当駅として建築された出入口は　御茶ノ水駅方（聖橋方面改札）に2か所、小川町交差点方（小川町交差点方面改札）に5か所、現在のB1 - B7番出入口である（B2番出入口は移設・B3a・B3b番出入口は後年の開設）。
ホームの側壁は、1997年から2001年まで改装工事が行われ、1・2番線側の壁面を明るい黄色にするとともに月の和名と二十四節気のモザイク壁画が設置された。なお、1番線側にはカレンダーの日付も壁画間に設置されている。
当駅は、「北千住駅務管区新御茶ノ水地域」として近隣の駅を管理している。

### 建設工法
湯島方面から南下した千代田線は御茶ノ水駅付近で神田川の河底を通過するが、神田川を過ぎた神田駿河台付近は高台であり、この付近のトンネル深さは25 - 35 mと非常に深くなる。このことから、開削工法での駅の構築は極めて難しいことから、当駅はシールド工法で施工した。2本のシールドトンネル（A線・B線の本線部分）を並行して掘削したのち、中間部を「かんざし桁」により切り広げて幅員9 mのホームを構築する「かんざし桁式メガネ形シールドトンネル駅」としている。シールドトンネルの掘削延長は257 mであるが、ホームとしての使用は220 mとして、残りは柵で仕切り通路とした。
綾瀬寄りの立坑は神田川工区（当駅の綾瀬寄り端→湯島駅方面に496.5 m掘削）のシールドマシンの発進基地として使用し、さらに当工区（駿河台工区）のシールドマシンの到達基地として使用した。この立坑は、構築深さ約34 m、構築高さ約29 mで、一辺が22 mの正方形をしている。シールドマシンの基地として使用後は駅施設に改装し、地下5階をホーム階、地下4階をコンコース、地下1階 - 地下3階部は変電所（新御茶ノ水地下変電所）として使用している。この立坑から御茶ノ水駅聖橋口に向かって斜坑を設け、長さ41 mのエスカレーターで改札口・駅出入口部と結んだ。
代々木上原寄りの立坑は深さ約24 mで、当工区（当駅の代々木上原寄り端→綾瀬駅方面に掘削）のシールドマシン2基の発進基地に使用後、駅施設に改装した。地下2階構造で、地下1階は改札口や駅事務室、小川町方面へのコンコース、地下2階をホーム階とした。

### のりば
| 番線 | 路線     | 行先                     |
| ---- | -------- | ------------------------ |
| 1    | 千代田線 | 代々木上原・伊勢原方面   |
| 2    | 千代田線 | 北綾瀬・我孫子・取手方面 |

（出典：東京メトロ:構内図）

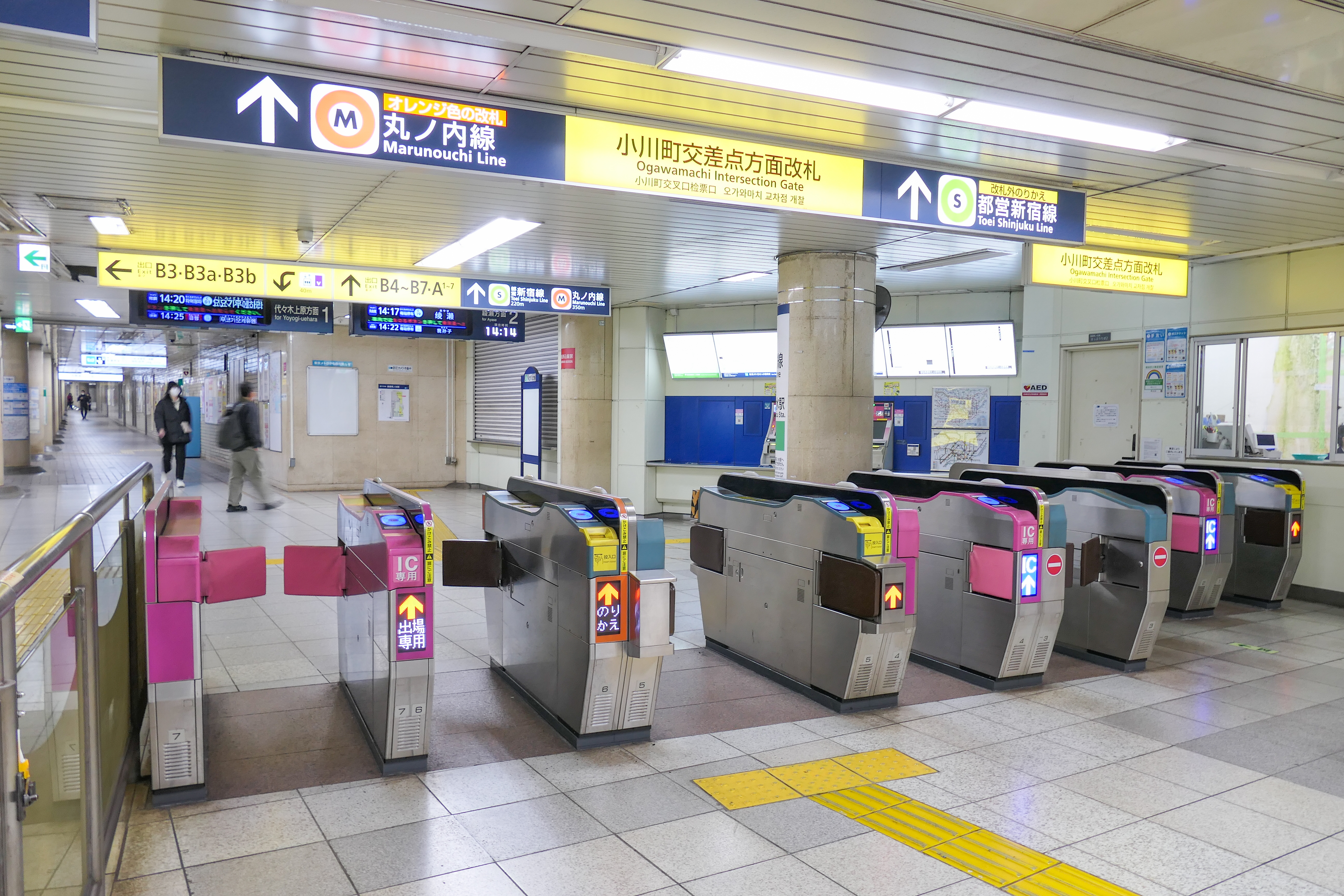
小川町交差点方面改札（2023年1月）
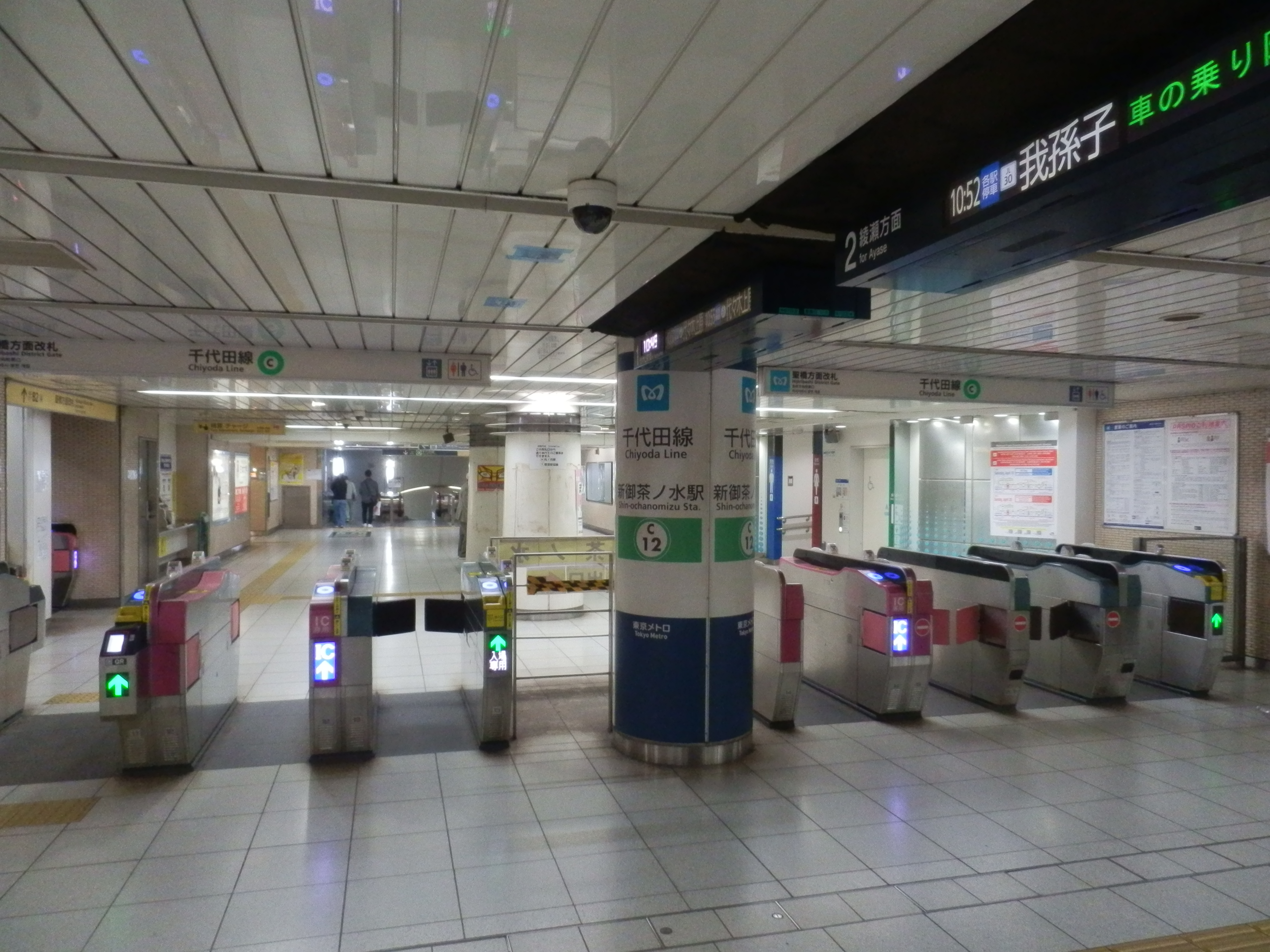
聖橋方面改札（2025年4月）
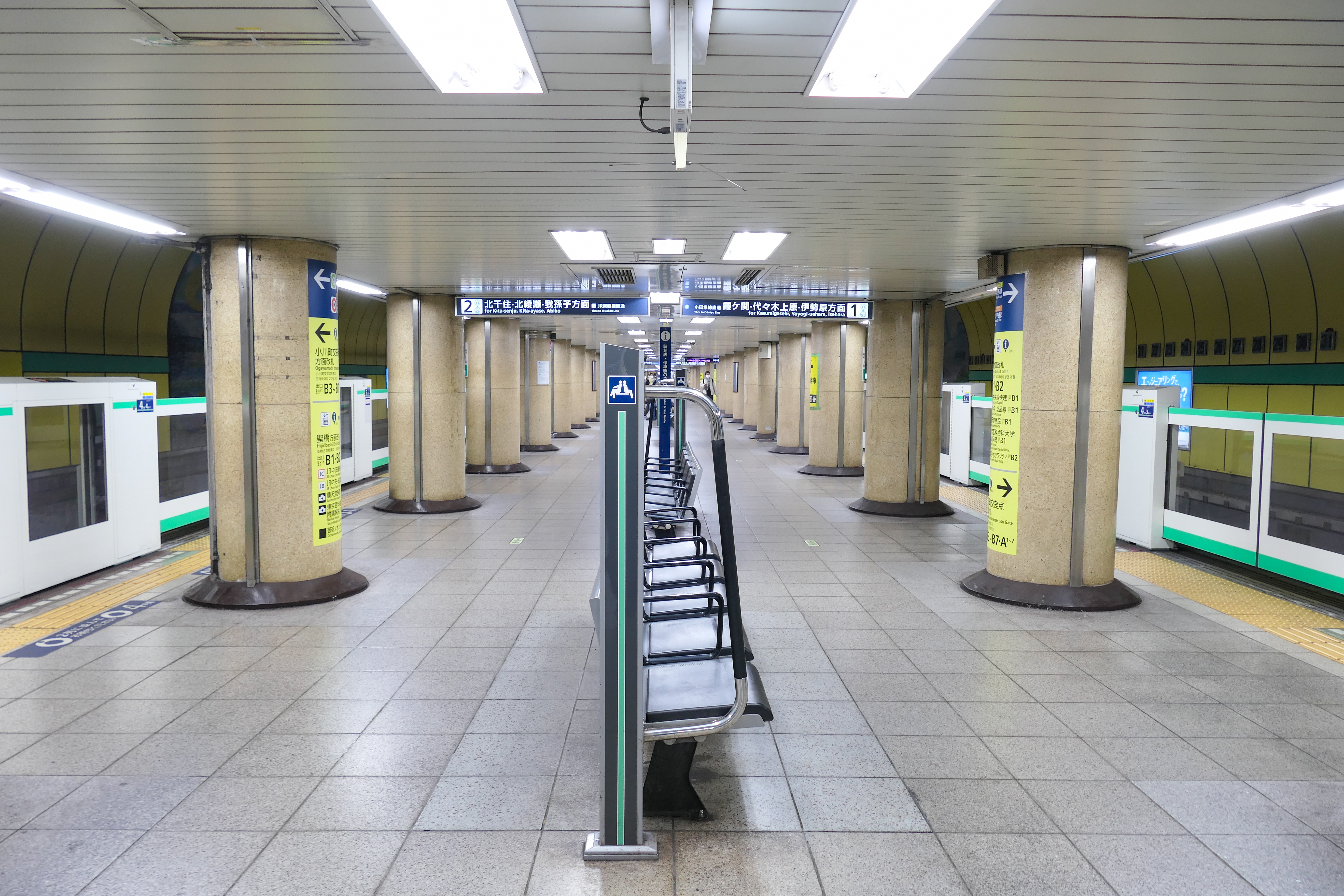
ホーム（2023年1月）

### 発車メロディ
2018年10月27日よりスイッチ制作の発車メロディ（発車サイン音）を使用している。
曲は1番線が「モザイク」（福嶋尚哉作曲）、2番線が「すばらしき出会い」（塩塚博作曲）である。

## 利用状況
2024年度の1日平均乗降人員は87,057人であり、東京メトロ全130駅中赤坂見附駅に次いで第42位。この値は淡路町駅の丸ノ内線との乗換人員を含まない。
- 丸ノ内線との乗換人員を含んだ、2018年度の1日平均乗降人員は104,996人である[18]。千代田線内では第9位。

近年の1日平均乗降・乗車人員推移は下表のとおりである。
| 年度               | 1日平均 乗降人員 | 1日平均 乗車人員 | 出典     |
| ------------------ | ---------------- | ---------------- | -------- |
| 1972年（昭和47年） | 73,137           | 36,177           |          |
| 1973年（昭和48年） | 81,694           | 38,558           |          |
| 1990年（平成02年） |                  | 74,479           | [ * 1 ]  |
| 1991年（平成03年） |                  | 72,899           | [ * 2 ]  |
| 1992年（平成04年） |                  | 72,904           | [ * 3 ]  |
| 1993年（平成05年） |                  | 70,863           | [ * 4 ]  |
| 1994年（平成06年） |                  | 68,523           | [ * 5 ]  |
| 1995年（平成07年） |                  | 66,279           | [ * 6 ]  |
| 1996年（平成08年） |                  | 63,712           | [ * 7 ]  |
| 1997年（平成09年） |                  | 61,784           | [ * 8 ]  |
| 1998年（平成10年） |                  | 60,447           | [ * 9 ]  |
| 1999年（平成11年） | 114,114          | 57,885           | [ * 10 ] |
| 2000年（平成12年） | 110,965          | 56,351           | [ * 11 ] |
| 2001年（平成13年） | 108,488          | 55,104           | [ * 12 ] |
| 2002年（平成14年） | 104,514          | 52,923           | [ * 13 ] |
| 2003年（平成15年） | 99,792           | 50,189           | [ * 14 ] |
| 2004年（平成16年） | 98,235           | 48,488           | [ * 15 ] |
| 2005年（平成17年） |                  | 46,827           | [ * 16 ] |
| 2006年（平成18年） | 92,102           | 45,477           | [ * 17 ] |
| 2007年（平成19年） | 95,890           | 47,085           | [ * 18 ] |
| 2008年（平成20年） | 95,280           | 47,033           | [ * 19 ] |
| 2009年（平成21年） | 93,042           | 46,118           | [ * 20 ] |
| 2010年（平成22年） | 91,459           | 45,353           | [ * 21 ] |
| 2011年（平成23年） | 88,444           | 44,041           | [ * 22 ] |
| 2012年（平成24年） | 85,981           | 42,527           | [ * 23 ] |
| 2013年（平成25年） | 90,832           | 45,090           | [ * 24 ] |
| 2014年（平成26年） | 91,798           | 45,603           | [ * 25 ] |
| 2015年（平成27年） | 93,653           | 46,508           | [ * 26 ] |
| 2016年（平成28年） | 94,811           | 47,099           | [ * 27 ] |
| 2017年（平成29年） | 97,514           | 48,433           | [ * 28 ] |
| 2018年（平成30年） | 98,366           | 48,912           | [ * 29 ] |
| 2019年（令和元年） | 96,949           | 48,238           | [ * 30 ] |
| 2020年（令和02年） | 67,709           |                  |          |
| 2021年（令和03年） | 69,707           |                  |          |
| 2022年（令和04年） | 77,610           |                  |          |
| 2023年（令和05年） | 83,430           |                  |          |
| 2024年（令和06年） | 87,057           |                  |          |

## 駅周辺
駅周辺は明治大学・日本大学・東京医科歯科大学などがあり、「日本のカルチエ・ラタン」とも呼ばれる学生街として知られている。楽器店やスポーツ用品店、歴史ある有名病院や古書店も多く立地する。
- 駿台予備学校
- 東京医科歯科大学 湯島キャンパス・駿河台キャンパス
  - 東京医科歯科大学医学部附属病院
  - 東京医科歯科大学歯学部附属病院
- 順天堂大学 本郷・御茶の水キャンパス
  - 順天堂大学医学部附属順天堂医院
- 明治大学（本部・駿河台キャンパス）
- 日本大学（歯学部・理工学部・法学部）
  - 日本大学病院
  - 日本大学歯学部付属歯科病院
  - 日本大学カザルスホール
- 中央大学駿河台記念館
- 錦城学園高等学校
- 正則学園高等学校
- 井上眼科病院（新御茶ノ水ビルディングのそば）
  - 井上眼科病院付属駿河台診療所
  - 井上眼科病院付属お茶の水・眼科クリニック（新御茶ノ水ビルディング 19･20階）
- 名倉クリニック（旧：名倉病院）
- 神尾記念病院
- 杏雲堂病院
- 社団法人東京都教職員互助会三楽病院
- 浜田病院
- 神田明神
- 湯島聖堂[注釈 4]
- ニコライ堂（日本ハリストス正教会の府主教座・本部）
- 新御茶ノ水駅前郵便局
- 神田淡路町郵便局
- 小川町郵便局
- 神田郵便局
- 山の上ホテル
- 新御茶ノ水ビルディング・御茶ノ水ソラシティ（駅から接続）
- ワテラス
  - オリンピック 淡路町店
- KANDA SQUARE
- 神田古書店街
- 秋葉原電気街
- 三井住友海上駿河台ビル
- 日本サッカー協会ビル
  - 日本サッカー協会
  - 日本サッカーミュージアム
- 東京YWCA会館
- 連合会館（日本労働組合総連合会本部）
- 御茶ノ水駅
- 神田川
  - 聖橋
- 本郷通り
- 明大通り
- 外堀通り
- 国道17号

### バス路線
- 「小川町交差点」停留所（B4出入口東側）
  - 千代田区「風ぐるま」内神田ルート（日立自動車交通）
    - かんだ連雀・万世橋出張所・岩本町一丁目・区営内神田住宅方面
- 「新御茶ノ水駅」停留所
  - 文京区コミュニティバス「Bーぐる」本郷・湯島ルート（日立自動車交通）
    - 湯島天神入口・湯島駅・上野松坂屋前・文京シビックセンター・春日一丁目方面

## 隣の駅
東京地下鉄（東京メトロ）
 千代田線
大手町駅 (C 11) - 新御茶ノ水駅 (C 12) - 湯島駅 (C 13)